# Félix Puntriano
Félix César Puntriano Bolívar (Chincha, 25 de marzo de 1961) es un exfutbolista peruano que desempeñaba de defensa.

## Trayectoria
Nació en el Chincha, sus primeros pasos en el fútbol lo hizo en el club de su ciudad natal por Defensor Mayta Cápac su último año fue en 1980, después se iría al Sport Boys en 1981 en los años siguientes se convierte unos de las figuras del plantel para que en 1984 salga campeón nacional junto al jugador David Zuluaga siendo recordado en el Callao.
En 1988 es contratado por Alianza Lima estando un año lastimosamente no cumplió con las expectativas, al siguiente año es contratado  por Unión Huaral saliendo campeón y volviendo a ser entre los mejores del plantel junto a Alfonso Reyna, Enrique León, Humberto Rey Muñoz, Darío Herrera, entre otros.
En 1992 deja el cuadro pelícano para jugar por el Deportivo Municipal donde tuvo un paso fugaz para qué después de un año vuelva al unión huaral.
En el año 1994 se retira del fútbol profesional vistiendo la camisa del Cienciano del Cusco, a la edad de 33 años.

## Clubes
| Club                | País | Año         |
| ------------------- | ---- | ----------- |
| Sport Boys          | Perú | 1981 – 1987 |
| Alianza Lima        | Perú | 1988        |
| Unión Huaral        | Perú | 1989 – 1991 |
| Deportivo Municipal | Perú | 1992        |
| Unión Huaral        | Perú | 1993        |
| Cienciano           | Perú | 1994        |

## Palmarés

#### Campeonatos nacionales
| Título                    | Club         | País | Año  |
| ------------------------- | ------------ | ---- | ---- |
| Primera División del Perú | Sport Boys   | Perú | 1984 |
| Primera División del Perú | Unión Huaral | Perú | 1989 |

#### Campeonatos nacionales cortos
| Título                   | Club         | País | Año  |
| ------------------------ | ------------ | ---- | ---- |
| Torneo Descentralizado B | Alianza Lima | Perú | 1988 |
| Torneo Descentralizado   | Unión Huaral | Perú | 1989 |